# Естонія на Чемпіонаті світу з водних видів спорту 2015
Естонія взяла участь у Чемпіонаті світу з водних видів спорту 2015, який пройшов у Казані (Росія) від 24 липня до 9 серпня.

## Плавання
Естонські плавці виконали кваліфікаційні нормативи в дисциплінах, які наведено в таблиці (не більш як 2 плавці на одну дисципліну за часом нормативу A, і не більш як 1 плавець на одну дисципліну за часом нормативу B):
Чоловіки
| Спортсмен                                                     | Дисципліна                           | Попередній заплив | Попередній заплив | Півфінал        | Півфінал        | Фінал            | Фінал            |
| Спортсмен                                                     | Дисципліна                           | Час               | Місце             | Час             | Місце           | Час              | Місце            |
| ------------------------------------------------------------- | ------------------------------------ | ----------------- | ----------------- | --------------- | --------------- | ---------------- | ---------------- |
| Мартті Альянд                                                 | 50 м брасом                          | 28.74             | =43               | Завершив виступ | Завершив виступ | Завершив виступ  | Завершив виступ  |
| Мартті Альянд                                                 | 100 м брасом                         | 1:01.99           | 34                | Завершив виступ | Завершив виступ | Завершив виступ  | Завершив виступ  |
| Мартін Аллікві                                                | 200 м брасом                         | 2:15.09           | 34                | Завершив виступ | Завершив виступ | Завершив виступ  | Завершив виступ  |
| Петро Дегтярьов                                               | 50 м вільним стилем                  | DNS               | DNS               | Завершив виступ | Завершив виступ | Завершив виступ  | Завершив виступ  |
| Петро Дегтярьов                                               | 100 м вільним стилем                 | DNS               | DNS               | Завершив виступ | Завершив виступ | Завершив виступ  | Завершив виступ  |
| Мартін Лійвамягі                                              | 200 м комплексом                     | 2:03.21           | 26                | Завершив виступ | Завершив виступ | Завершив виступ  | Завершив виступ  |
| Ральф Трібунцов                                               | 50 м на спині                        | 25.45             | 21                | Завершив виступ | Завершив виступ | Завершив виступ  | Завершив виступ  |
| Ральф Трібунцов                                               | 100 м на спині                       | 55.13             | 32                | Завершив виступ | Завершив виступ | Завершив виступ  | Завершив виступ  |
| Ральф Трібунцов                                               | 50 м батерфляєм                      | 24.28             | 35                | Завершив виступ | Завершив виступ | Завершив виступ  | Завершив виступ  |
| Ральф Трібунцов                                               | 100 м батерфляєм                     | 54.38             | 45                | Завершив виступ | Завершив виступ | Завершив виступ  | Завершив виступ  |
| Ральф Трібунцов Крегор Зірк Мартті Альянд Петро Дегтярьов     | естафета 4x100 метрів вільним стилем | 3:21.55           | 22                | Н/Д             | Н/Д             | Завершили виступ | Завершили виступ |
| Мартті Альянд Мартін Аллікві Мартін Лійвамягі Ральф Трібунцов | естафета 4x100 метрів комплексом     | 3:43.15           | 23                | Н/Д             | Н/Д             | Завершили виступ | Завершили виступ |

Жінки
| Спортсменка    | Дисципліна           | Попередній заплив | Попередній заплив | Півфінал         | Півфінал         | Фінал            | Фінал            |
| Спортсменка    | Дисципліна           | Час               | Місце             | Час              | Місце            | Час              | Місце            |
| -------------- | -------------------- | ----------------- | ----------------- | ---------------- | ---------------- | ---------------- | ---------------- |
| Тесс Гроссманн | 50 м вільним стилем  | 26.31             | 49                | Завершила виступ | Завершила виступ | Завершила виступ | Завершила виступ |
| Тесс Гроссманн | 100 м вільним стилем | 57.91             | 52                | Завершила виступ | Завершила виступ | Завершила виступ | Завершила виступ |
| Марія Романюк  | 50 м брасом          | 32.30             | 40                | Завершила виступ | Завершила виступ | Завершила виступ | Завершила виступ |
| Марія Романюк  | 100 м брасом         | 1:09.49           | 34                | Завершила виступ | Завершила виступ | Завершила виступ | Завершила виступ |
| Марія Романюк  | 200 м брасом         | 2:31.37           | 31                | Завершила виступ | Завершила виступ | Завершила виступ | Завершила виступ |
| Сігрід Сепп    | 50 м на спині        | 29.95             | 36                | Завершила виступ | Завершила виступ | Завершила виступ | Завершила виступ |